# Grand Prix Júnior de Patinação Artística no Gelo na Armênia
O Grand Prix Júnior de Patinação Artística no Gelo na Armênia (muitas vezes intitulado: Armenian Cup) é uma competição internacional de patinação artística no gelo de nível júnior. A competição é organizada pela União Internacional de Patinação (ISU), e disputada no outono, em alguns anos, como parte do Grand Prix Júnior de Patinação Artística no Gelo.

## Edições
| Ano  | Edição | Cidade sede | Júnior | Júnior | Júnior | Júnior | Ref         |
| Ano  | Edição | Cidade sede | M      | F      | P      | D      | Ref         |
| ---- | ------ | ----------- | ------ | ------ | ------ | ------ | ----------- |
| 2018 | 1.ª    | Ierevan     | •      | •      | –      | •      | [ 1 ] [ 2 ] |

Legenda
- –  Evento não disputado neste ano

## Lista de medalhistas

### Individual masculino
| Evento                  | Ouro                      | Prata                 | Bronze                |
| Ierevan 2018 (detalhes) | Adam Siao Him Fa · França | Yuma Kagiyama · Japão | Iliya Kovler · Canadá |

### Individual feminino
| Evento                  | Ouro                       | Prata                    | Bronze               |
| Ierevan 2018 (detalhes) | Alexandra Trusova · Rússia | Alena Kanysheva · Rússia | Yuhana Yokoi · Japão |

### Dança no gelo
| Evento                  | Ouro                                     | Prata                                    | Bronze                                                |
| Ierevan 2018 (detalhes) | Arina Ushakova · Maxim Nekrasov · Rússia | Maria Kazakova · Georgy Reviya · Geórgia | Ellie Fisher · Simon-Pierre Malette-Paquette · Canadá |